# 琳达·拉文
琳达·拉文（英語：Linda Lavin，1937年10月15日—2024年12月29日
），女，美国演员。曾获得金球奖音乐喜剧类剧集最佳女主角。